# Kamanbān
Kamanbān (persiska: كُهبان, كَهبَنان, کمنبان, Kohbān) är en ort i Iran.   Den ligger i provinsen Östazarbaijan, i den nordvästra delen av landet, 400 km nordväst om huvudstaden Teheran. Kamanbān ligger 994 meter över havet och antalet invånare är 774.
Terrängen runt Kamanbān är kuperad åt nordväst, men åt sydost är den bergig. Kamanbān ligger nere i en dal som går i öst-västlig riktning. Runt Kamanbān är det ganska glesbefolkat, med 40 invånare per kvadratkilometer. Kamanbān är det största samhället i trakten. Trakten runt Kamanbān består i huvudsak av gräsmarker.